# Парман, Сисвондо
Сисвондо Парман (индон. Siswondo Parman) — индонезийский военный деятель, национальный герой Индонезии. В 1964—1965 годах — первый заместитель начальника Генерального штаба сухопутных войск Национальной армии Индонезии. Во время попытки государственного переворота, совершённой левой военной группировкой Движение 30 сентября, был похищен мятежниками и вскоре убит.

## Ранние годы жизни
Сисвондо Парман родился 4 августа 1918 года в центральнояванском городе Вонособо. В 1940 году, после окончания голландской средней школы в Вонособо, он поступил в медицинское училище, но его обучение было прервано вторжением в Индонезию японских войск. Во время японской оккупации Парман некоторое время сотрудничал с Кэмпэйтай, позже был арестован по подозрению в неблагонадёжности, но вскоре освобождён. После освобождения прошёл обучение в Японии, затем, вплоть до окончания оккупации, работал военным переводчиком в Джокьякарте.

## Карьера в индонезийской армии
После того, как в 1945 году была провозглашена независимость Индонезии, Сисвондо Парман вступил в ряды молодой индонезийской армии. В декабре 1945 года он был назначен начальником военной полиции Джокьякарты. Четыре года спустя он был назначен военным администратором Большой Джакарты и получил звание генерала. Находясь на этой должности, он отличился в военных действиях против организации «Вооружённые силы Справедливого Царя» (индон. Angkatan Perang Ratu Adil, APRA), возглавшейся бывшим офицером голландской колониальной армии Раймондом Вестерлингом.
В 1951 году Парман был отправлен в США, где проходил обучение в американском военно-полицейском училище; 11 ноября 1951 года он был назначен начальником военной полиции Джакарты, затем работал индонезийским военным атташе при посольстве в Лондоне. 28 июня 1964 года назначен первым заместителем начальника Генштаба вооружённых сил Ахмада Яни.

## Смерть
В ночь с 30 сентября на 1 октября 1965 года левая военная группировка Движение 30 сентября предприняла попытку государственного переворота. По приказу лидеров этой группировки было организовано похищение семи генералов, занимавших высшие посты в руководстве сухопутных войск, в том числе и Сисвондо Пармана.
Жена Пармана рассказывала, что она и её муж были разбужены около 4:10 утра шумом, доносившимся со двора. Парман решил выяснить, что случилось, но в этот момент в дом ворвались двадцать четыре солдата в форме полка президентской охраны Чакрабирава. Солдаты потребовали от Пармана немедленно явиться в президенту Сукарно. Генерал попросил разрешения одеться и направился в спальню, за ним вошли около десяти солдат. Жена Пармана потребовала у вошедших предъявить доказательства того, что они действительно уполномочены президентом сопровождать Пармана к нему, на что один из солдат похлопал себя по нагрудному карману, заявив, что в кармане у него находится письмо президента.
Собравшись, Парман попросил жену выяснить, что случилось с его командиром Ахмадом Яни, до которого он не мог дозвониться. Затем он уехал с солдатами на грузовике; его отвезли в джакартское предместье Лубанг Буайя, где он был расстрелян. Его тело, вместе с телами пятерых его сослуживцев, было брошено мятежниками в яму.
5 октября, после провала попытки переворота, тела убитых мятежниками генералов, в том числе и генерала Сисвондо Пармана, были торжественно перезахоронены на Кладбище Героев в джакартском районе Калибата. В тот же день Парману и его сослуживцам президентским декретом под номером 111/KOTI/1965 было посмертно присуждено почётное звание Героев революции (англ. Heroes of the Revolution).

## Награды
- Национальный герой Индонезии;
- Орден «Звезда Республики Индонезии» 2-й степени (1965)[6]